# Jak wytresować smoka

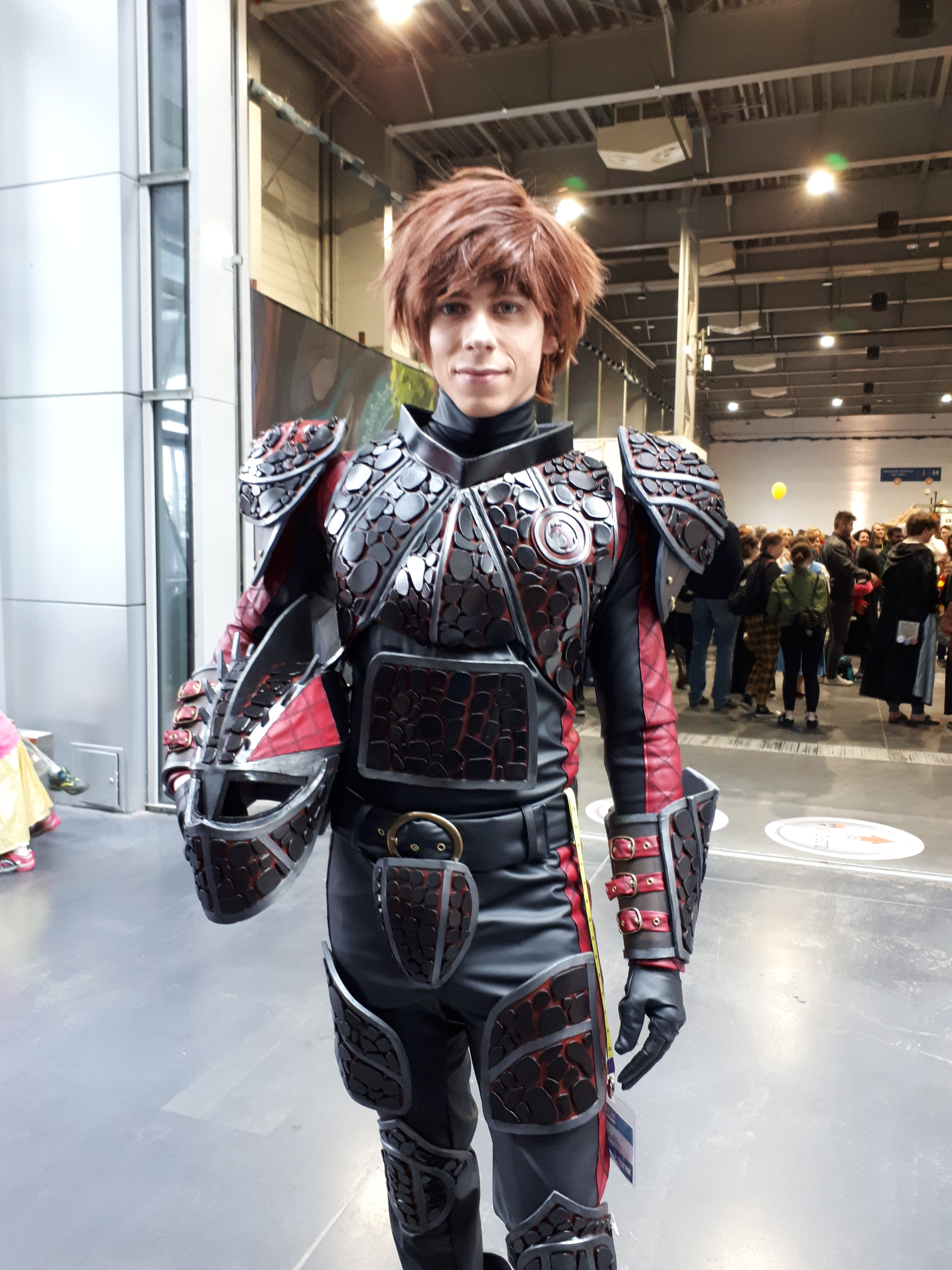
Uczestnik konwentu Pyrkon 2019, w cosplayu Czkawki.

Jak wytresować smoka – amerykański film animowany na podstawie książki Cressidy Cowell, twórców Shreka, Madagaskaru i Kung Fu Pandy. Akcja filmu rozgrywa się w świecie wikingów i dzikich smoków.

## Fabuła
Akcja filmu rozgrywa się na wyspie Berk, gdzie wszyscy walczą ze smokami. Nastolatek o imieniu Czkawka jest nieco wątły i nie wychodzi mu polowanie na smoki. Stoik Ważki, jego ojciec a zarazem wódz plemienia, zapisuje go do szkoły walki ze smokami.
Jednak gdy nastolatek znajduje w lesie rannego smoka, dowiaduje się, że to, jak wikingowie wyobrażają sobie smoki (czyli podłe bestie żyjące by zabijać), to nieprawda. Chłopak nazywa smoka Szczerbatek (z powodu umiejętności wysuwania zębów) i robi dla niego skórzaną protezę uszkodzonego płatu ogona oraz wiele udogodnień do latania (strzemiona, siodło, itp.). Czkawka ćwiczy ze Szczerbatkiem dowiadując się przy okazji wielu rzeczy o smokach i używa tej wiedzy na treningach.
Podejrzliwa Astrid szuka przyczyny, dla której niezdarny Czkawka stał się najlepszym uczniem kursu. Po pewnym czasie odnajduje kryjówkę Szczerbatka. Początkowo zamierza z nim walczyć, ale Czkawka przekonuje ją, by zaufała smokowi. W końcu Astrid zgodziła się dosiąść zwierzęcia. Podczas wspólnego lotu Szczerbatek zabiera ich do smoczego leża, gdzie wszystkie okoliczne smoki przylatują z upolowanym jedzeniem i wrzucają je do wielkiej jamy. Okazuje się, że oddają je ogromnemu smokowi. Bestia zauważyła obcych i próbowała ich pożreć, lecz całej trójce udało się uciec.
Nadszedł wielki dzień próby dla każdego wikinga – pierwsze zabicie smoka. Czkawka jednak zadecydował, że nie poskromi zwierzęcia. Chciał natomiast pokazać innym wikingom, że smoki nie są takie, za jakie się je uważa. Mimo chęci, plan Czkawki skończył się fiaskiem. Przyczynił się do tego jego ojciec, który zdenerwowawszy się po usłyszeniu słów "Nie jestem jednym z nich" i odrzuceniu hełmu przez jego syna, uderzył młotem w kratę, co zdenerwowało smoka. Rozwścieczona bestia zaatakowała małego wikinga, ale z pomocą przyleciał Szczerbatek. Ludzie byli wstrząśnięci, gdyż nikt nie spodziewał się takiego obrotu sytuacji. W dodatku smok został rozpoznany jako Nocna Furia - najbardziej tajemniczy ze smoków. Czkawka wstawił się za swoim przyjacielem, lecz Szczerbatek został pojmany.
Podczas kłótni z ojcem Czkawka niechcący wyjawia, że wie gdzie jest smocze leże, ale może tam trafić tylko smok. Stoik bierze związanego Szczerbatka, którego chce użyć w roli nawigatora. Po wypłynięciu statków z portu, Czkawka wyjawia Astrid, że patrząc na uwiązanego smoka, widział w jego oczach swoje własne odbicie. Tak samo jak on był przestraszony i zdezorientowany. Po tej ważnej rozmowie Czkawka wpada na pewien ryzykowny pomysł.
Po dotarciu do wyspy Stoik nakazał zbombardowanie ścian smoczego gniazda. Po wybiciu dziury okazuje się, że góra jest zapełniona smokami różnych gatunków, jednak wszystkie zwierzęta uciekły bez walki. Po krótkiej radości Stoik rozkazał zewrzeć szyki. Niedługo potem z dziury wybitej przez trebusz wyłonił się ogromny smok - Czerwona Śmierć. Wódz plemienia i jego przyjaciel Pyskacz decydują się odwrócić uwagę monstra od innych wikingów. Nagle przylatują na smokach wszyscy członkowie smoczego szkolenia. Czkawka rozkazał im podjąć walkę z bestią, a sam próbował uwolnić Szczerbatka. Jednak podczas walki Czerwona Śmierć zatopiła okręt ze skutym smokiem. Ojciec Czkawki uwalnia Szczerbatka i Czkawka dołącza do walki. Po pewnym czasie walczą sami, gdyż pozostali jeźdźcy zostali "uziemieni" i patrzą w przerażeniu, a jednocześnie w zachwycie na starcie, która można porównać do bitwy Dawida z Goliatem. Podczas walki, Czerwona Śmierć podpala zrobiony przez Czkawkę płat na ogonie Szczerbatka.
Czkawka dokonuje ostatecznego ataku używając kuli ognia, którą Szczerbatek potrafi strzelać do zapalenia Śmierci od środka. W ostatniej chwili zrywa się sztuczny ogon. Oboje zderzają się z ogonem bestii. Pod wpływem siły uderzenia Czkawka wypada z siodła. Szczerbatek natychmiast rzuca się uratować swojego przyjaciela. Kiedy jest parę centymetrów od niego, wszystko spowija ogień. Całą wyspę pokrył kurz, który ograniczył widoczność. Nic nie widząc Stoick szuka swojego syna w zgliszczach. Po chwili znajduje Szczerbatka. Wszyscy zebrani są niespokojni. Nie wiedzą co się stało z Czkawką. Kiedy smok odchyla skrzydła, ukazuje się Czkawka. Wszyscy odetchnęli z ulgą. Mimo iż chłopiec jest nieprzytomny, żyje.
Chłopiec długo nie mógł odzyskać przytomności. Kiedy się obudził, zdziwił się obecnością Szczerbatka w domu. Był całkowicie zdezorientowany. Kiedy próbował wstać zobaczył, że stracił część nogi i zamiast niej ma zamontowaną protezę. Po wyjściu z domu zobaczył, że w czasie kiedy był nieprzytomny, ludzie zaprzyjaźnili się ze smokami. Podchodzi do niego Astrid i uderza w ramię, twierdząc, że źle ją potraktował. Chłopak się sprzeciwia, ale Astrid nie pozwala mu dokończyć, przyciągając do siebie i całując. Czkawka jest zdziwiony jej zachowaniem, ale przyjmuje to z radością, ponieważ zawsze się w niej podkochiwał. Chłopak dostał od Pyskacza nowy ogon dla Szczerbatka, który od razu przetestował.

## Bohaterowie
Czkawka Haddock – młody wiking, który chciałby udowodnić całemu plemieniu, że też jest czegoś wart, podczas napadu na jego wioskę używając wyrzutni łapie najrzadszego smoka Nocną Furię. Po odnalezieniu miejsca, w którym smok się rozbił, postanawia go zabić, lecz nie pozwala mu na to sumienie, więc go uwalnia. Z czasem Czkawka odkrywa przy pomocy Szczerbatka (bo tak nazywa znalezionego smoka), że te krwiożercze bestie, które napadały na ich wioskę, nie chciały nikogo skrzywdzić, robiły to tylko by przetrwać. Przy pomocy Szczerbatka znajduje także smocze leże, kryjówkę smoków. Stracił nogę w walce z Czerwoną Śmiercią.
Astrid Hofferson – młoda dziewczyna, na szkoleniu chce być najlepsza i zdobyć pozwolenie na zabicie swojego pierwszego smoka. Na początku przeciwna przyjaźni Czkawki i Szczerbatka, potem jednak zmienia zdanie i pomaga Czkawce w uwolnieniu Szczerbatka. Dosiada Śmiertnika Zębacza o imieniu Wichura.
Szczerbatek – smok z gatunku Nocna Furia. Oswojony przez Czkawkę i zaprzyjaźniony z nim. Ma sztuczną lotkę na ogonie (podczas kiedy Czkawka go postrzelił) zrobioną przez Czkawkę. Obecnie posługuje się lotką wykonaną przez Pyskacza, o barwie czerwonej z białą czaszką.
Stoik Ważki – wódz plemienia i ojciec Czkawki. Wykorzystuje umiejętności Szczerbatka do znalezienia smoczego leża.
Pyskacz – kowal wikingów, mistrz Czkawki, który jest u niego czeladnikiem. Nadzorca treningów ze smokami i najlepszy przyjaciel Stoika.
Śledzik Ingerman – jeden z uczestników smoczego szkolenia. O dużej budowie ciała, lecz o wątłej odwadze, popisuje się znajomością terminów pochodzących typowo z gier RPG, opisując "statystyki" smoków. Dosiada Gronkiela Sztukamięs.
Sączysmark Jorgenson – jeden z uczestników szkolenia. Nadmiernie pewny siebie, często dokuczał Czkawce zanim ten wykazał się zdolnością poskramiania smoków. Zaleca się do Astrid, jednak bez powodzenia. Ujeżdża Koszmara Ponocnika - Hakokła.
Bliźniaki Mieczyk i Szpadka Thotrstonowie – również uczestnicy szkolenia. Brat i siostra, ciągle spędzający czas na kłótniach. Mają wspólnego smoka – dwugłowego Zębiroga Zamkogłowego Wym'a i Jot'a.

## Gatunki smoków
Nocna Furia (ang. Night Fury) – najrzadszy z głównych gatunków smoków w filmie. Jego jedynym reprezentantem w filmie jest Szczerbatek. Nocne Furie mają smukłą budowę ciała, jedną parę skrzydeł na grzbiecie, sterowniki na początku ogona i na jego końcu, oraz ciemnoniebieskie ubarwienie, maskujące je w nocy. Mogą dowolnie chować i wysuwać swoje kły. Preferują atakowanie poprzez nurkowanie z dużą prędkością na cel i szybkie spluwanie kulą plazmy podpalanej przez smoka acetylenem i tlenem która przeradza się w późniejszej fazie lotu w fioletową kulę. Jedynym ich znanym pożywieniem są ryby, stronią jednak (tak jak pozostałe smoki) od węgorzy.
Koszmar Ponocnik (ang. Monstrous Nightmare) – najbliższy typowemu wyobrażeniu smoka europejskiego, mają jednak cechy wiwerny (korzystanie ze skrzydeł zamiast przednich łap). Okazy przedstawione w filmie charakteryzują się pomarańczowo-czarnym ubarwieniem. Ponocniki mają zdolność do samozapłonu, pozwalającą im okryć się ogniem bez wywołania oparzeń, a wszystko dzięki łatwopalnej ślinie, pokrywającej całe ciało smoka. Zieją płonącą, podobną do napalmu substancją o ograniczonym zasięgu.
Śmiertnik Zębacz (ang. Deadly Nadder) – ptakopodobny smok, cechujący się brakiem przednich łap (w przeciwieństwie do Koszmara Ponocnika, nie używa skrzydeł do chodzenia) i kolczastym ogonem, którego kolce może wystrzeliwać na odległość. Posiada martwą strefę (obszar, w którym nic nie widzi) z przodu głowy. Zieje podpalonym magnezem, co sprawia, że jego smoczy oddech przypomina fajerwerki.
Gronkiel (ang. Gronckle) – dzięki sposobowi korzystania ze skrzydeł, podobnemu do muchy, charakteryzuje się wysoką zwrotnością. Zieje stopionymi kamieniami, którymi najada się przed walką.
Zębiróg Zamkogłowy (ang. Hideous Zippleback) – dwugłowy smok, przypominający hydrę. Cechuje się zmienną skłonnością do współpracy – kiedy dwie głowy się kłócą, smok jest prawie bezbronny, jednak współpracując mogą zionąć ogniem: jedna głowa wydycha gaz, druga podpala go iskrą krzesaną zębami.
Czerwona Śmierć (ang. Red Death, oryginalnie w książce Zielona Śmierć, ang. Green Death) – ogromny smok mieszkający na smoczej wyspie. Posiada trzy pary oczu i zieje ogniem podobnym do Koszmara Ponocnika. 
Straszliwiec Straszliwy (ang. Terrible Terror) – jeden z najmniejszych smoków, który wydaje się być niegroźny, lecz wcale taki nie jest. Cechuje się zawziętością oraz zwinnością.

## Obsada

### Wersja oryginalna
- Jay Baruchel – Hiccup Horrendous Haddock 3 (czkawka)
- Gerard Butler – Stoick the Vast (Stoik Ważki)
- Craig Ferguson - Gobber the Belch (Pyskacz)
- Jonah Hill – Snotlout Jorgenson (Sączysmark)
- America Ferrera – Astrid Hofferson
- T.J. Miller i Kristen Wiig - Tuffnut i Ruffnut Thorston (Mieczyk i Szpadka)

### Wersja polska
Opracowanie wersji polskiej: Start International Polska
Reżyseria: Elżbieta Kopocińska-Bednarek
Dialogi polskie: Bartosz Wierzbięta
Dźwięk i montaż: Sławomir Czwórnóg
Kierownik produkcji: Elżbieta Araszkiewicz
W wersji polskiej udział wzięli:
- Mateusz Damięcki – Czkawka
- Julia Kamińska – Astrid
- Miłogost Reczek – Stoik Ważki
- Tomasz Traczyński – Pyskacz
- Artur Pontek – Sączysmark
- Mateusz Narloch – Śledzik
- Sebastian Cybulski – Mieczyk
- Julia Hertmanowska – Szpadka

W pozostałych rolach:
- Małgorzata Dzięciołowska
- Brygida Turowska
- Anna Ułas
- Tomasz Bednarek
- Mikołaj Klimek
- Zbigniew Konopka
- Jacek Król
- Jan Kulczycki
- Cezary Kwieciński
- Paweł Szczesny
- Jakub Szydłowski
- Robert Tondera
- Janusz Wituch
- Krzysztof Zakrzewski

i inni.
- W zwiastunie w roli Czkawki wystąpił Grzegorz Drojewski.

## Kontynuacja
Reżyserem i twórcą scenariusza sequela, zatytułowanego Jak wytresować smoka 2,  jest Dean DeBlois. Film swoją światową premierę miał 16 maja 2014 roku, w Polsce premiera miała miejsce 20 czerwca 2014 roku.

### Serial telewizyjny
Film doczekał się kontynuacji w formie serialu telewizyjnego emitowanego przez kanał Cartoon Network (w Polsce emitowany również na Polsacie) o tytule Jeźdźcy smoków. Premiera w Stanach Zjednoczonych odbyła się 7 sierpnia 2012 roku. Jest on przejściem pomiędzy pierwszą a drugą częścią filmu.